# 染谷龍将
染谷 龍将（そめや たつまさ、9月13日 - ）は、日本の男性声優。東京都出身。以前はぷろだくしょんバオバブに所属していた。

## 出演作品

### テレビアニメ
2005年
- ガン×ソード（街の人、アールの部下、村の人々、男D）

2009年
- バトルスピリッツ 少年激覇ダン（カードバトラーF）

### 劇場アニメ
2006年
- 名探偵コナン 探偵たちの鎮魂歌（ミラクルランド・エキストラ）

### ゲーム
2007年
- Heavenly Sword 〜ヘブンリーソード〜

### 吹き替え
- iCarly アイ・カーリー
- 相棒〜シティ・オブ・バイオレンス〜（ソックァン（十代））
- 愛しのサガジ（チョンウ）
- 運命を分けたザイル2（エディ・ライナー）
- 思いっきりハイキック!（ファン・チャンソン）
- チャギントン
- ディフェンダーズ 闘う弁護士
- ドラゴン・スクワッド（バット）
- 瞳の奥の秘密
- ミディアム5 霊能者アリソン・デュボア
- ワイルド・レーサー3（ケルヴァン）